# Conde de Strafford

Brasão de Wentworth, Condes de Strafford (1ª e 2ª Criações): Sable, um chevron entre três faces de leopardo ou

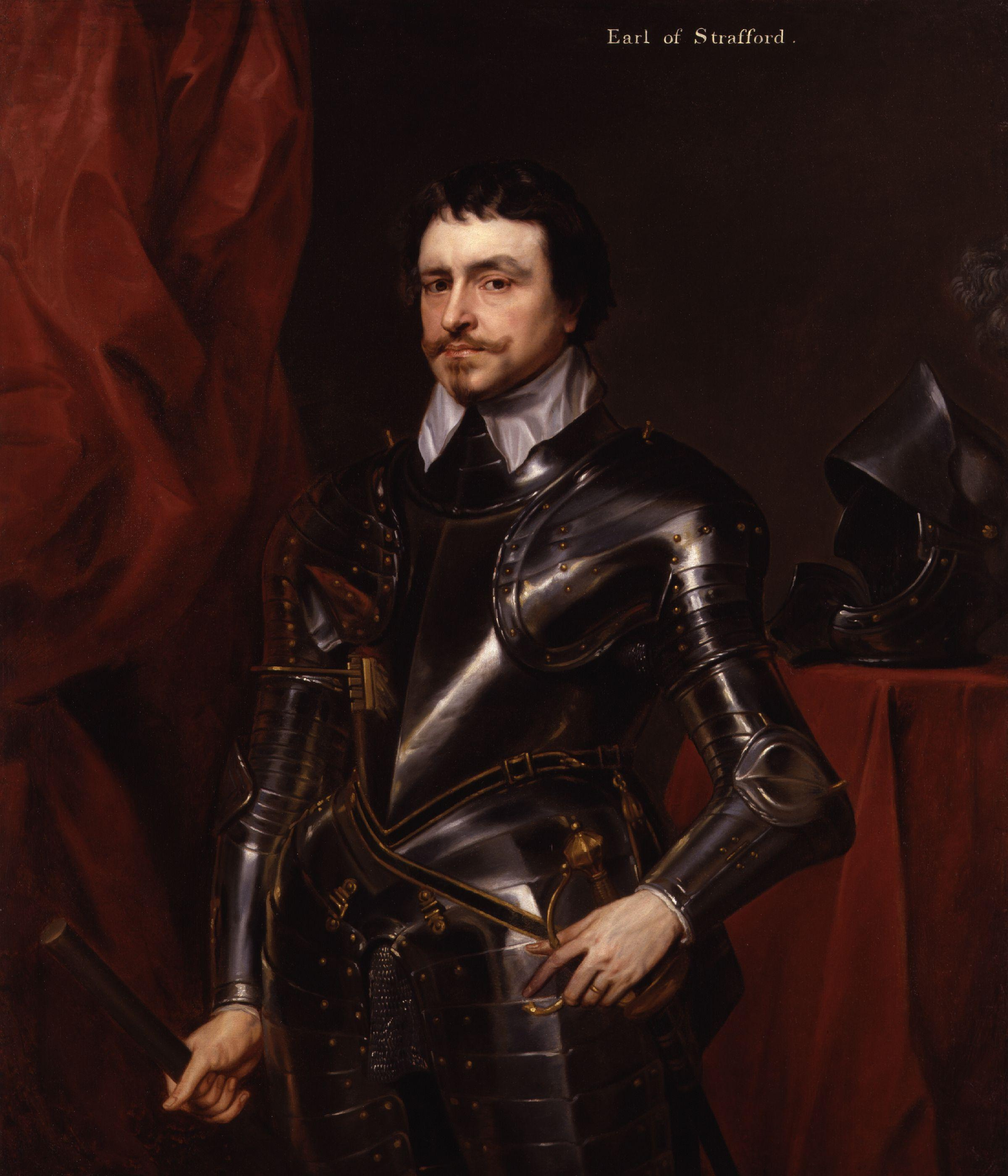
Thomas Wentworth, 1.º Conde de Strafford (da primeira criação)

Conde de Strafford é um título que foi criado três vezes na história inglesa e britânica.
A primeira criação foi no Pariato da Inglaterra em janeiro de 1640 para Thomas Wentworth, o conselheiro próximo do Rei Charles I. Ele já havia sucedido seu pai como segundo Baronete de Wentworth Woodhouse em 1614. A baronetcy de Wentworth, de Wentworth Woodhouse no Condado de York, foi criado no Baronetage da Inglaterra em 20 de junho de 1611 para o pai de Thomas, William Wentworth.  Thomas foi nomeado Barão Wentworth, de Wentworth-Woodhouse, Barão de Newmarch e Oversley, em 1628, e Visconde Wentworth em 1629. Ele foi feito Barão Raby em 1640, ao mesmo tempo em que recebeu o condado. 
Em 1641, ele foi atingido. Seu filho, William, conseguiu reverter a sentença condenatória em 1662, tornando-se o segundo conde, mas morreu sem herdeiros em 1695, quando a baronia de Wentworth, o visconde e o condado foram extintos. Ele foi sucedido na baronia de Raby, de acordo com um legado especial, por seu primo de primeiro grau, Thomas Wentworth, que se tornou o terceiro barão. Ele era neto de Sir William Wentworth, irmão mais novo do primeiro conde da criação de 1640. Ao ganhar a baronia, ele não recebeu a propriedade Woodhouse, que foi herdada por Thomas Watson, daí em diante uma fonte de rivalidade entre os dois homens.
Em 1711, o condado foi recriado quando o 3.º Barão Raby foi criado Visconde Wentworth e Conde de Strafford no Pariato da Grã-Bretanha. Ele foi nomeado Duque de Strafford na nobreza jacobita em 5 de janeiro de 1722. Ele foi sucedido em 1739 por seu filho, William, o segundo conde. William não teve filhos e, com sua morte em 1791, os títulos jacobitas, tais como eram, foram extintos. Ele foi sucedido nos títulos restantes por seu primo Frederico. Como também não teve sucessores, todos os títulos foram extintos com sua morte em 1799.  
O título foi criado pela terceira vez em 1847 no Pariato do Reino Unido, quando o proeminente soldado John Byng, 1.º Barão Strafford, foi feito Visconde Enfield, de Enfield no Condado de Middlesex, e Conde de Strafford .  Ele já havia sido criado Barão Strafford, de Harmondsworth, no Condado de Middlesex, em 1833.  John Byng foi o segundo filho de George Byng (c.1735-1789), filho do hon. Robert Byng (1703–1740), terceiro filho de George Byng, 1.º Visconde Torrington (1663–1733). A mãe de John Byng era Anne Conolly, cuja mãe era Lady Anne Wentworth, filha de Thomas Wentworth, 1.º Conde de Strafford (1672–1739) (da segunda criação). John Byng era, portanto, bisneto do 1º Conde de Strafford. John Byng foi sucedido por seu filho mais velho, o segundo conde. Ele era um político Whig e ocupou cargos menores sob Lord Grey, Lord Melbourne e Lord John Russell. 
Seu filho mais velho, o terceiro conde, era um político liberal e serviu sob William Ewart Gladstone como Subsecretário de Estado Parlamentar para Relações Exteriores e Subsecretário de Estado para a Índia . Em 1874, doze anos antes de suceder seu pai, ele foi convocado para a Câmara dos Lordes por meio de um mandado de aceleração do título júnior de seu pai, Barão Strafford. Após sua morte, os títulos passaram para seu irmão mais novo, o quarto conde. Ele foi sucedido por seu irmão mais novo, o quinto conde. Ele era um clérigo. Seu filho, o sexto conde, foi vereador do condado em Middlesex e Hertfordshire . Ele foi sucedido por seu sobrinho, o sétimo conde. Ele foi o segundo, mas único filho sobrevivente do Honorável Ivo Francis Byng, quarto filho do quinto Conde. Desde 2016  os títulos são detidos por seu neto, o nono conde.
Outro membro da família Byng era o soldado Marechal de Campo Julian Byng, 1.º Visconde Byng de Vimy . Ele era o filho mais novo do segundo conde de Strafford de seu segundo casamento. Além do serviço militar, Julian Byng serviu como Governador Geral do Canadá e teve participação em uma grande crise constitucional que estabeleceu um precedente importante para o Canadá e outros reinos da Comunidade Britânica.
As casas de família são divididas entre seus ramos, mas Wrotham Park, historicamente em Middlesex, mas agora em Hertfordshire, e uma casa de campo de um andar mais sótão do século XVII em Vernhams Dean, Hampshire, tornaram-se sedes indiscutivelmente estabelecidas.  O Parque Wrotham recebeu o nome da propriedade original da família em Wrotham, Kent, que eles venderam. 
O local de sepultamento tradicional dos Condes Byng de Strafford é o Mausoléu Byng em Wrotham Park,  não deve ser confundido com o Mausoléu Byng na Igreja de Southill, Bedfordshire, construído para o sepultamento do 1º Visconde Torrington, sentado em Southill Park.

## Baronetes Wentworth, de Wentworth Woodhouse (1611)
- Sir William Wentworth, 1.º Baronete (falecido em 1614)
- Sir Thomas Wentworth, 2.º Baronete (1593–1641) (criado Conde de Strafford em 1640)

## Condes de Strafford, Primeira Criação (1640)
- Thomas Wentworth, 1.º Conde de Strafford (1593–1641) (perdido em 1641)
- William Wentworth, 2.º Conde de Strafford (1626–1695) (convite revogado em 1662)

## Barões Raby (1640; Revertido)
- Thomas Wentworth, 3.º Barão Raby (1672–1739) (criado Conde de Strafford em 1711)

## Condes de Strafford, Segunda Criação (1711)
- Thomas Wentworth, 1.º Conde de Strafford (1672–1739)
- William Wentworth, 2.º Conde de Strafford (1722–1791)
- Frederick Thomas Wentworth, 3.º Conde de Strafford (1732–1799)

## Barões Strafford,de Harmondsworth(1835)
- John Byng (criado Conde de Strafford em 1847)

## Condes de Strafford, Terceira Criação (1847)
- John Byng, 1.º Conde de Strafford (1772–1860)
- George Stevens Byng, 2.º Conde de Strafford (1806–1886), filho.
- George Henry Charles Byng, 3.º Conde de Strafford (1830–1898), filho.
- Henry William John Byng, 4.º Conde de Strafford (1831–1899), irmão.
- Francis Edmund Cecil Byng, 5.º Conde de Strafford (1835–1918), irmão.
- Edmund Henry Byng, 6.º Conde de Strafford (1861–1951), filho.
- Robert Cecil Byng, 7.º conde de Strafford (1904–1984), sobrinho, casou-se com Clara Evelyne Wadia, irmã do presidente da Bombay Dyeing, Neville Wadia
- Thomas Edmund Byng, 8.º Conde de Strafford (1936–2016), pai de Georgia Byng e Jamie Byng
- William Robert Byng, 9.º Conde de Strafford (n. 1964)

## Par atual
William Robert Byng, 9.º Conde de Strafford (nascido em 10 de maio de 1964) é filho do 8º Conde e sua esposa Jennifer Mary Denise May, filha de William Morrison May. Denominado Visconde Enfield entre 1984 e 2016, ele foi educado no Winchester College e na Universidade de Durham. 
Ele sucedeu aos títulos de nobreza, incluindo os de Visconde Enfield (1847) e Barão Strafford (1835) em 12 de novembro de 2016. 
Em 8 de outubro de 1994, ele se casou com Karen Elizabeth Lord, filha de S. Graham Lord, e eles têm três filhos: 
- Lady Saskia Ruth Jessica Byng (nascida em 1996)
- Samuel Peter Byng, Visconde Enfield (nascido em 1998), seu herdeiro aparente
- Isaac John Byng (nascido em 1998)